# Morophagoides berkeleyella
Morophagoides berkeleyella är en fjärilsart som beskrevs av Powell 1968. Morophagoides berkeleyella ingår i släktet Morophagoides och familjen äkta malar. Inga underarter finns listade i Catalogue of Life.